# Zubové čerpadlo

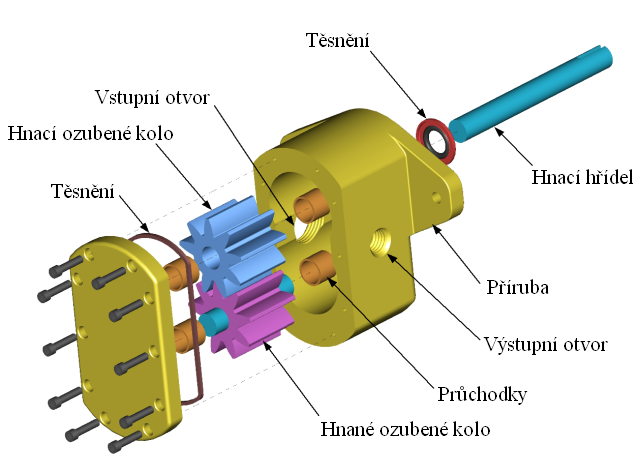
Klasické zubové čerpadlo

Zubové čerpadlo používá k čerpání kapaliny dvou ozubených kol. Jedná se o jedno z nejběžnějších typů čerpadel používaných v hydraulických systémech.
Princip zubového čerpadla je založen na tom, že zuby dvojice ozubených kol mohou unášet čerpanou látku, a zároveň těsnit, pokud do sebe zapadnou. U klasického čerpadla je tento princip nejlépe patrný. Na stejném principu pracuje i dvourotorový kompresor.
Rozlišují se dva základní typy:
- Klasické zubové čerpadlo sestává ze dvou totožných ozubených kol s vnějším ozubením.
- Excentrické zubové čerpadlo sestává z jednoho ozubeného kola s vnějším a z jednoho ozubeného kola s vnitřním ozubením. Některá zubová čerpadla lze použít buď jako motor, nebo jako čerpadlo.

## Typy zubových čerpadel
Konstrukce jednotlivých typů čerpadel se liší podle toho, k čemu je čerpadlo využíváno. Klasické zubové čerpadlo (obr. 1) se používá především pro čerpání kapaliny (oleje) v hydraulických systémech (například stavební stroje; bagry, rypadla…). Další ze základních typů je excentrické čerpadlo pro olejové pumpy v automobilech (obr. 2) a excentrické čerpadlo určené pro čerpání kapalin vysoké viskozity.
|  |  |  |

## Funkce
1. Rotace ozubených kol (hnací ozubené kolo zobrazeno modře, hnané ozubené kolo fialově) způsobí podtlak na vstupní straně čerpadla, čímž dojde k nasátí kapaliny do skříně čerpadla.
2. Kapalina je dále unášena prostorem mezi ozubenými koly a skříní čerpadla – kapalina neproudí místem styku ozubených kol.
3. Nakonec je kapalina vytlačena skrze výstupní otvor.

|  |  |  |